# Katie Ormerod
Katie Ormerod, née le 25 août 1997 à Brighouse en Angleterre, est une snowboardeuse britannique.

## Carrière
Elle est connue pour être la première femme à décrocher un Double Backflip sur une planche à 15 ans et à réaliser le backside double-cork 1080, l'année suivante en juin 2014, l'une des figures de styles les plus compliquées du freestyle.

### Débuts
Katie Ormerod a commencé à faire du snowboard sur la piste sèche de Halifax à l'âge de 5 ans après s'être initié au ski dès l'âge de 3 ans. Elle a également fait de la gymnastique au niveau du comté à l'âge de 4 ans, jusqu'à ce que le snowboard prenne le dessus après avoir attiré l'attention de l'entraîneur-chef de l'équipe britannique, commençant sa carrière en Slopestyle et Big Air. Elle intègre l'équipe britannique de snowboard à 13 ans.

### Compétitions internationales
La snowboardeuse commence à participer à des compétitions sur le Tour du monde de snowboard Ticket to Ride en 2006.
Elle est également la première Britannique à remporter un événement de la Big Air world Cup.
Katie Ormerod remporte sa première victoire majeure au Pleasure Jam 2015 et elle termine sur quatre podiums au début de la saison 2017, incluant la deuxième place à la grande épreuve de FIS scaffolding en Allemagne.
Au Winter X Games 2017 à Aspen, aux États-Unis, elle obtient la médaille de bronze au concours de snowboard Slopestyle.
Elle est l'un des espoirs britanniques dans ces disciplines pour les Jeux olympiques d'hiver de 2018,,,.
Malheureusement, elle se blesse au talon la veille des Jeux olympiques de 2018 et doit déclarer forfait.

## Palmarès

### Coupe du monde
- 1 petit globe de cristal :
  - Vainqueur du classement slopestyle en 2020.
- 11 podiums 1 victoire.